# Sama' ad-Dawla
Sama o-dowleh ou Sama' ad-Dawla (Ciel de l’empire) 
est le fils de Chams ad-Dawla émir bouyide d'Hamadân. Il succède à son père en 1023. 

## Biographie
Chams ad-Dawla meurt en 1021, son fils lui succède avec le titre de Samâ' ad-Dawla (Ciel de l’empire) 

### Un bref règne
Avicenne était le vizir de Chams ad-Dawla. Il est victime d'intrigues politiques. Il connaît la prison. Déguisé en derviche, il réussit à s'évader, et s'enfuit à Ispahan, auprès de l'émir kakouyide `Ala' ad-Dawla Muhammad. 
En 1024 ou 1025, `Ala' ad-Dawla Muhammed prend Hamadân et met fin au règne de Samâ' ad-Dawla.